# Emmikhoven en Waardhuizen

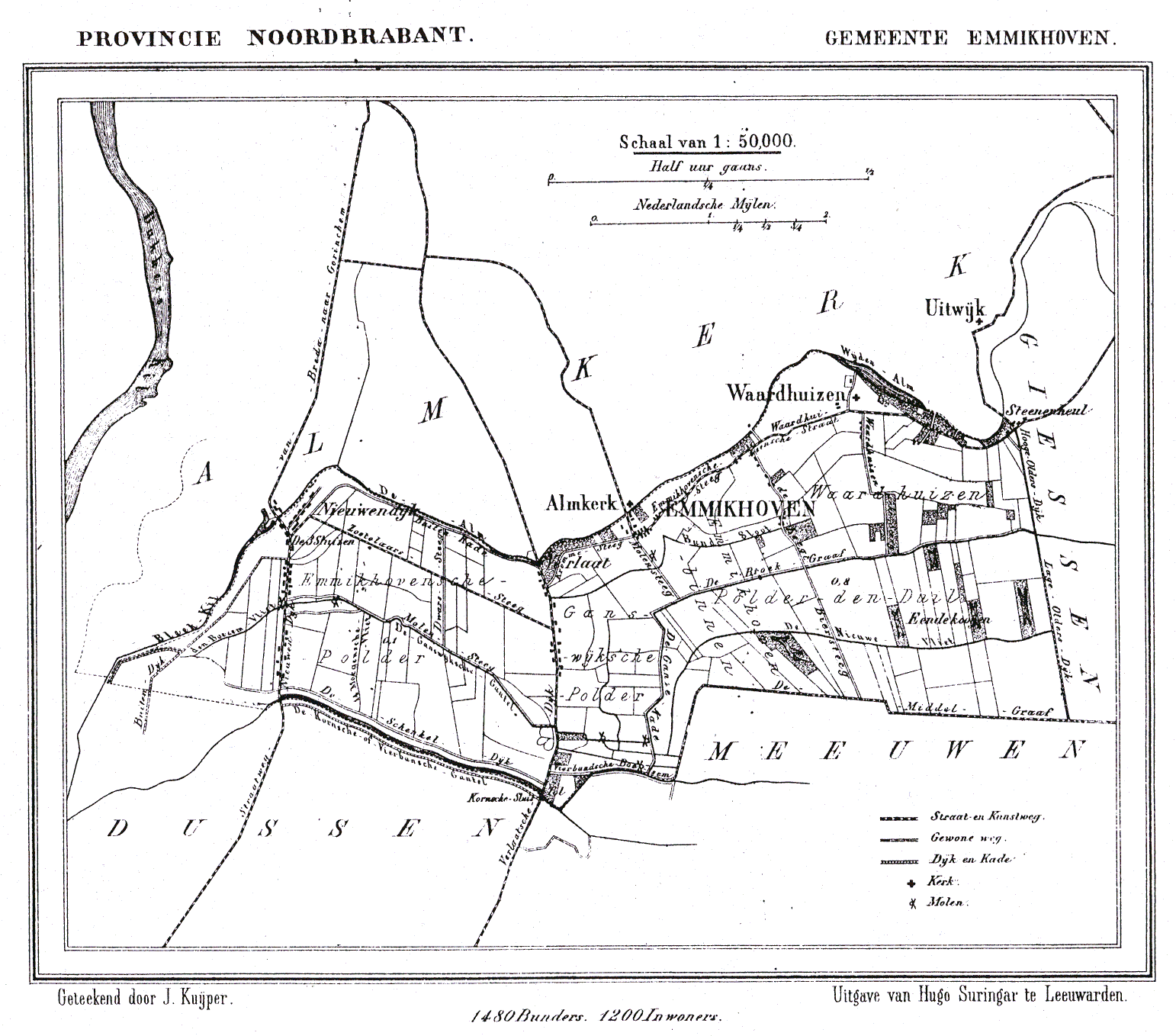
Kaart gemeente Emmikhoven en Waardhuizen (1869)

Wapen van Emmikhoven en Waardhuizen

Emmikhoven en Waardhuizen is een gemeente in Noord-Brabant die bestond van 1814 tot 1879. Ze stond ook bekend als Emmikhoven c.a. of kortweg Emmikhoven.
Emmikhoven en Waardhuizen omvatte de kernen Emmikhoven en Waardhuizen. In 1879 werd de gemeente verenigd met Almkerk en Uitwijk, en de nieuwe naam werd: Almkerk c.a. Deze gemeente werd in 1973 bij Woudrichem gevoegd.